# Hrabstwo Woodson

Piramida wieku hrabstwa

Hrabstwo Woodson – hrabstwo położone w USA w stanie Kansas z siedzibą w mieście Yates Center. Założone w 1855 roku.

## Miasta
- Yates Center
- Toronto
- Neosho Falls
- Piqua (CDP)

## Sąsiednie Hrabstwa
- Hrabstwo Coffey
- Hrabstwo Anderson
- Hrabstwo Allen
- Hrabstwo Neosho
- Hrabstwo Wilson
- Hrabstwo Greenwood